# Grenzbach (Bayerische Schwarzach)
Der Grenzbach (auch: Graubach, Schlaxlbachl, tschechisch: Šedý potok) ist ein 2,4 km langer, linker Zufluss der Bayerischen Schwarzach in der westtschechischen Pilsner Region und an der Grenze zur bayerischen Oberpfalz.

## Verlauf
Der Grenzbach entspringt in 665 m Höhe zwischen dem 699 m hohen U Březové Paseky und dem 701 m hohen Březový Kopec südwestlich der Wüstung Hraničná (deutsch Paadorf) der Gemeinde Rybník nad Radbuzou (deutsch Waier) im Okres Domažlice (deutsch Bezirk Taus) in Tschechien.
Er trägt dort den Namen Šedý potok (in wörtlicher Übersetzung: Grauer Bach).
Von seiner Quelle aus wendet er sich nach Nordwesten.
Nach 400 m trifft er auf die deutsch-tschechische Grenze.
Ab diesem Punkt fließt er genau auf der Grenze in nordwestlicher Richtung; daher auch sein deutscher Name Grenzbach.
Auf den letzten 200 Metern vor seiner Mündung wendet sich der Grenzbach nach Westen, er bleibt auch weiterhin Grenzgewässer.
Nach zwei Kilometern mündet er gegenüber dem nordwestlich der Mündung am Hang stehenden Dorf Charlottenthal der Gemeinde Stadlern in die Bayerische Schwarzach, die von Norden her ebenfalls auf der deutsch-tschechischen Grenze heranfließt.

## Zuflüsse
Der Grenzbach nimmt von links einige kleine und namenlose Bäche auf.